# Giorgio Sacerdoti

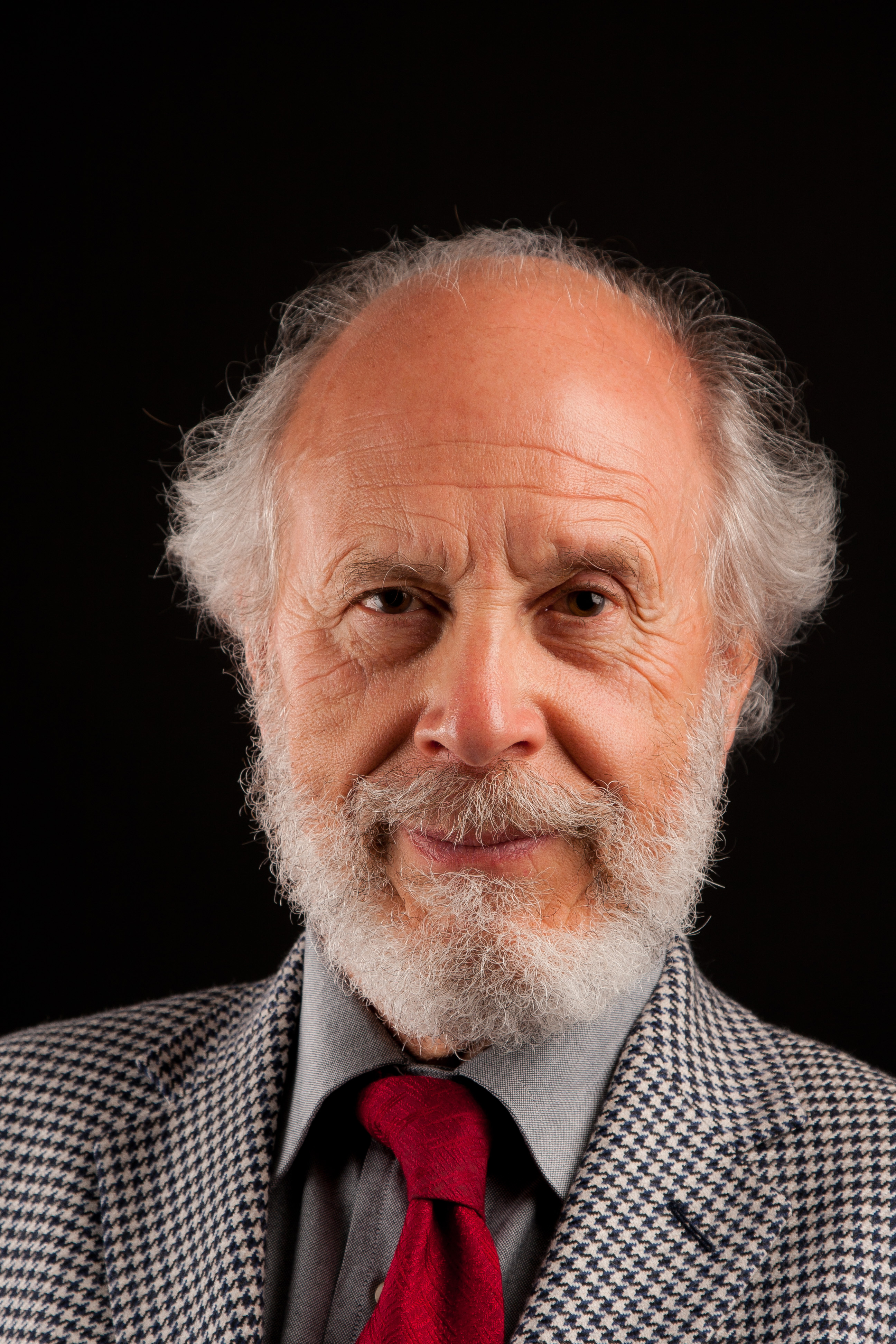
Giorgio Sacerdoti

Giorgio Sacerdoti (* 2. März 1943 in Nizza) ist ein italienischer Hochschullehrer und war von 2001 bis 2009 Mitglied des Appellate Body der Welthandelsorganisation (WTO).

## Leben
Giorgio Sacerdoti wurde 1943 in Nizza als Sohn von Piero Sacerdoti geboren. Die jüdische Familie seines Vaters stammte ursprünglich aus Modena. Seine Großmutter Margherita Donati war eine Cousine des Chirurgen Mario Donati und des bekannten Juristen Donato Donati. Die Mutter, Ilse Klein, stammte aus einer deutschen jüdischen Familie und war 1933 von Köln nach Paris gezogen, um sich dem Antisemitismus der Nazis zu entziehen. Die Familie seiner Mutter, die er nie kennen lernen sollte, floh nach der Reichskristallnacht 1938 nach Amsterdam und wurde später Opfer des Holocaust. Seine Eltern lernten sich in Paris bei der Arbeit in einer italienischen Versicherungsgesellschaft kennen und heirateten 1940 in Marseille, wohin sie nach der deutschen Besetzung Frankreichs geflohen waren. Seine Familie floh nach seiner Geburt zunächst an den Lago Maggiore und nach dem 8. September 1943 in die Schweiz.
Sacerdoti studierte an der Universität Mailand Rechtswissenschaften. Im Anschluss seines 1965 abgeschlossenen Studiums, machte er einen Master in vergleichenden Rechtswissenschaften an der Columbia Law School. Dieses Studium an der Columbia absolvierte er als Fulbright Fellow. Im Jahr 1969 wurde er dann in die italienische Rechtsanwaltskammer in Mailand aufgenommen. Im Jahre 1978 wurde er dann für Verhandlungen vor dem Kassationsgerichtshof akkreditiert.
Im Jahr 1986 wurde er Professor für internationales Recht und Europäisches Recht an der Bocconi in Mailand und seit 2004 auf dem Jean Monnet Lehrstuhl für Europäisches Recht. Im Jahr 2013 wurde er emeritiert. Er war Vize-Chairman des Komitees der OECD, welches für die Ausarbeitung der Konvention gegen Bestechung in internationalen Transaktionen zuständig war.
Im Jahr 2001 wurde er als Kandidat der Europäischen Gemeinschaften von den Mitgliedern der WTO zu einem Mitglied des Appellate Body gewählt. Vier Jahre später wurde er für weitere vier Jahre bestätigt. Von 2006 bis 2007 war er für die Zeit von einem Jahr Vorsitzender dieses obersten Gerichts der Welthandelsorganisation. In einem Brief an das Wall Street Journal aus dem Jahr 2020 verteidigte er den Appellate Body gegen Kritik aus den Vereinigten Staaten. So sei das Fallrecht des Gerichtes nicht dafür verantwortlich, dass in den 20 Jahren zuvor kein großes Abkommen innerhalb der WTO verabschiedet werden konnte. Ganz vehement wies er den Vorschlag zurück, dass man statt des Systems mit zwei Institutionen nur noch ein Panel hat, da dies die Möglichkeit falsche Entscheidungen eines Panels zu korrigieren beenden würde und die durch den Appellate Body erzeugte Kohärenz des Welthandelsrechts und der Entscheidungen würde entfallen, da es keine ständig bestehende Institution geben würde. Auch auf den Vorwurf, dass der Appellate Body gegen die USA entscheiden würde, warf er ein, dass in berühmten Fällen, wie US - Shrimp, der Appellate Body die Entscheidungen des Panels zugunsten der USA geändert hätten.
Von 1982 bis 1990 war Sacerdoti Präsident der jüdischen Gemeinde in Mailand. Seit 2004 ist er Präsident des Centro di Documentazione Ebraica Contemporanea CDEC, dem Dokumentationszentrum jüdischer Zeitgeschichte, das die jüdische Geschichte in Italien erforscht und fördert. Er setzt sich auch für die Erinnerung an jüdische Schicksale in anderen Staaten, wie Deutschland ein. So war er involviert in der Schaffung einer Gedenktafel im Gebäude des Oberlandesgericht Kölns an die Demütigung jüdischer Juristen am 31. März 1933.
Im Jahr 2008 wurde ihm am 5. Dezember auf Initiative des italienischen Präsidenten der Verdienstorden der Italienischen Republik verliehen.
Im Jahr 2016 wurde er als Schiedsrichter bei einem Disput zwischen den USA und der Europäischen Union über einen möglichen Verstoß gegen das Open Skies Agreement benannt. Im Jahr 2020 war er Mitglied des ersten Panels eines FTA der EU im Rechtsstreit mit der Ukraine.
Er spricht als Muttersprachler Italienisch und Französisch, spricht fließend Englisch und Deutsch und arbeitet in Spanisch.

## Akademisches Wirken
Seine Hauptforschungsgebiete und Hauptlehrgebiete als Professor waren internationales öffentliches Recht, internationaler Handel, Streitbeilegung und internationales Vertragsrecht, sowie das Recht der europäischen Gemeinschaften. In diesen Gebieten publizierte er, auch nach seiner Emeritierung, zahlreiche Artikel und Bücher, bspw. zum Brexit.
Er agierte als Berater für den Europarat, UNCTAD und die Weltbank in den Bereichen Auslandsinvestitionen, Handel, Bestechung und Entwicklung. Im privaten Sektor agiert er seit 1978 als Schiedsrichter am Internationale Centre for Settlement of Investment Disputes und seit 1969 als Anwalt. Er ist Berater der Anwaltsfirma Eversheds Biancini in Mailand.
Er ist Mitglied des Komitee für internationales Handelsrecht der International Law Association.

## Publikationen (Auswahl)
- mit Pia Acconci, Mara Valenti und Anna de Luca: General interests of host states in international investment law. Cambridge University Press, ISBN 978-1-107-27936-0, 2014.
- mit Alan Yanovich und Jan Bohanes: The WTO at ten: the contribution of the dispute settlement system. Cambridge University Press, 2006, ISBN 0-521-86314-7.
- L’efficacia del diritto delle Comunità Europee nell’ordinamento giuridico italiano. Giuffre, Mailand 1966.
- mit Manlio Frigo: La Convenzione di Roma sul diritto applicabile ai contratti internazionali. Giuffre, Mailand 1994, ISBN 88-14-03966-6.

Er hat auch zwei Bücher über seine Familie publiziert
- Nel caso non ci rivedessimo – Una famiglia tra deportazione e salvezza 1938–45. Archinto, Mailand 2013, ISBN 978-88-7768-643-5.
- Piero Sacerdoti, 1905–1966: un uomo di pensiero e azione alla guida della Riunione Adriatica di Sicurtà. Lettere familiari e altre memorie. Hoepli, Mailand 2019, ISBN 978-88-203-9096-9.

## Ehrungen
- Großoffizier des Verdienstorden der Italienischen Republik[14]